# ناغية عربية
ناغية عربية (الاسم العلمي:Nageia arabica) هي نوع غير مؤكد من النباتات تتبع جنس الناغية من الفصيلة المعلاقية.